# Woldemar Voullaire
Henri Marc Hermann Woldemar Voullaire (* 29. Juli 1825 in Neuwelke, Livland, heute Jaunveļķi, Bezirk Kocēni, Lettland; † 12. Juni 1902 in Herrnhut) war ein deutscher Organist, Komponist und Prediger.

## Leben
Voullaire wurde 1825 in der Siedlung Neuwelke (Livland) der Herrnhuter Brüdergemeine geboren und wuchs dort auf. 1855 wurde er in Gnadau bei Magdeburg zum Diakon ordiniert und war dort fortan als Prediger und Organist der Brüdergemeine tätig. 1891 setzte er sich zur Ruhe und zog nach Herrnhut, wo er 1902 starb.
Voullaire veröffentlichte zahlreiche Werke für Orgel solo, Sologesang und Chor. Seine musikalische Sprache entspricht der Hauptströmung seiner Zeit bis hin zur Spätromantik.

## Werke
(Auswahl)
- Aus tiefer Not schrei ich zu dir für 4-stimmigen Chor und Orgel, op. 1
- Der dritte Psalm, op. 2
- Sechs Pianofortestücke, op. 3
- Auf meines Kindes Tod. Drei Dichtungen von Joseph von Eichendorff, für Solostimme und Klavier, op. 5
- Frühlings-Album, 12 Stücke, op. 6
- Vier Klavierstücke, op. 7
- Der 126. Psalm (Wenn der Herr die Gefangenen), für Solostimme und Orgel, op. 12
- Kindes Abendgebet. Kindes Glück, op. 13
- Fünf Lieder, op. 14
- Frühlingslied (Frisches Grün und alte Mauern) nach Marie Leske für gemischten Chor, op. 15
- Landsknechts Beichte (Es war ein Morgen frisch und rot), op. 16
- Psalmen für Solostimme und Orgel, op. 17
  - Der 6. Psalm, op. 17,1
  - Der 23. Psalm (Der Herr ist mein Hirt’), op. 17,2
- Drei Lieder, op. 19
- Drei Motetten zur Advents- und Weihnachtszeit für 4-stimmigen gemischten Chor a cappella, op. 20
- 25 leichte Orgelstücke, op. 21
- Zwölf geistliche Lieder, op. 22
- Drei Lieder, op. 23
- Drei Lieder für 4-stimmigen Männerchor, op. 24
- Drei Lieder für 4-stimmigen gemischten Chor, op. 25
- Drei Intermezzi für Violine und Orgel, op. 26
- Dix morceaux (10 Stücke) für Orgel, op. 27
- Drei Mädchenlieder für 4-stimmigen Frauenchor und Solostimme, op. 28
- Die Burgen am Rhein, op. 29
- Cavatine (Ich hab dich je und je geliebt) für Solostimme und Orgel, op. 30
- Ich lasse dich nicht, du segnest mich denn für 3-stimmigen Frauenchor und Orgel, op. 31
- Ostergesang (Frohlocket dem Herrn) für Chor und Orgel, op. 32
- Deutscher Siegesmarsch
- Gott sei uns gnädig nach Deiner Güte (Psalm 51) für 4-stimmigen gemischten Chor a cappella
- Karfreitags-Motette (Da nun alles vollendet war) für 4-stimmigen gemischten Chor a cappella
- Selig sind die reinen Herzens sind für 4-stimmigen gemischten Chor und Streicher
- Vertrauen auf Gott für Solostimme und Orgel
- Weihnachtslied (Licht ist dein Kleid), Duett mit Orgel

## Schriften
- Woldemar Voullaire: Anna Antonia Voullaire. Ein Lebensbild gezeichnet von ihrem Gatten. Fr. Lindenbein, Herrnhut 1894 (14 Seiten)